# Antonio M. Cedeño
Antonio Mateo Cedeño Ante (1871-1957) fue un pintor mexicano. 
Nació en Tapalpa, Jalisco, el 21 de septiembre de 1871, no obstante a temprana edad se trasladó junto con su familia a Colima. Se inició en el dibujo y la pintura a instancias del maestro Rosendo Rivera. Su obra consta con más de 150 trabajos al óleo, dentro de los que se encuentra la colección de gran parte de los retratos de los gobernadores de Colima, que tienen como característica principal su oscuridad y lo opaco del retrato. Murió a los 86 años en 1957. Una calle de la ciudad de Colima lleva su nombre. 